# Dissanthelium trollii
Dissanthelium trollii är en gräsart som beskrevs av Pilg.. Dissanthelium trollii ingår i släktet Dissanthelium och familjen gräs. Inga underarter finns listade i Catalogue of Life.